# Carla Bruni-Sarkozy
Carla Bruni-Sarkozy (rojena Carla Gilberta Bruni Tedeschi), italijanska pevka, fotomodel in tretja žena bivšega francoskega predsednika Nicolasa Sarkozyja, * 23. december 1967, Torino.
Dedinja italijanskega tovarnarja gum se je rodila v Torinu. Družina je prodala leta 1970 tovarno Pirelliju in se leta 1973 preselila v Francijo. Bruni-Sarkozy je šolo obiskovala v Švici, nato se je vrnila v Pariz, da bi študirala arhitekturo. Pri devetnajstih letih je pustila študij in postala fotomodel.
Bruni-Sarkozy je hčerka italijanske pianistke Marise Borini in skladatelja klasične glasbe in industrialca Alberta Bruni Tedeschija. Sestra Valeria Bruni Tedeschi je igralka in režiserka. Brat Virginio Bruni Tedeschi (1959 - 4. julij 2006) je umrl za posledicami HIV/Aids.
Leta 2007 so časopisi objavili, da je njen biološki oče Maurizio Remmert, italijanski poslovnež, ki živi v Braziliji. .
Bruni-Sarkozy je podpisala pogodbo z City Models pri 19 letih. Pozirala je za znamke Christian Dior, Paco Rabanne, Sonia Rykiel, Christian Lacroix, Karl Lagerfeld, John Galliano, Yves Saint-Laurent, Chanel in Versace. 
Do leta 1990 je postala ena izmed najbolje plačanih modelov, zaslužila je tudi do 7,5 milijona dolarjev letno. Takrat je hodila z Ericom Claptonom, Mickom Jaggerjem in Donaldom Trumpom. Njen akt iz leta 1993  je na avkciji dosegel ceno 91000 dolarjev, 60-krat več, kot je bilo pričakovano.
Leta 1997 je zaspustila svet mode in se posvetila glasbi. Na njena besedila pesmi je Julien Clerc leta 2000 uglasbil sedem pesmi za njegov album "Si j'étais elle".
Njen prvi album "Quelqu'un m'a dit" iz leta 2002 je dosegel velik uspeh v frankofonskih državah.
Kljub poroki s francoskim predsednikom se še vedno posveča glasbi. Njen tretji album "Comme si de rien n'était" (Kot da se ne bi nič zgodilo) je izšel julija 2008.

## Diskografija
- Quelqu'un m'a dit, Izdan: 2003, založba Naive, prodaja v Franciji: 1.2 milijona, Charts: FRA#1 SVI#4 ITA#4
- No Promises, Izdan: 2007, založba Naive, prodaja v Franciji: 400,000, Charts: FRA#1 SVI#1 ITA #10 EU #1
- Comme si de rien n'était, izdan 21. julija 2008